# غوريورن
غوريورن (بالإنجليزية: Gorihorn)‏ هو أحد جبال سلسلة جبال الألب سيلفريتا وجزء من القمة الأم فلويلا فيسورن يقع في كانتون غراوبوندن، سويسرا. يبلغ ارتفاع الجبل حوالي 2986 متر، بينما يبلغ ارتفاع نتوء الجبل 263 متر.